# 25-й меридіан західної довготи
25-й меридіан західної довготи — лінія довготи, що лежить на 25 градусів західніше Гринвіцького меридіана. Вона проходить від Північного полюса через Північний Льодовитий океан, Гренландію, Атлантичний океан, Південний океан та Антарктиду до Південного полюса.
25-й меридіан західної довготи формує велике коло разом із 155-тим меридіаном східної довготи.
В Антарктиді меридіан визначає східну межу територіальних претензій Аргентини і проходить через Британську антарктичну територію.

## Список географічних об'єктів, що перетинає 25° зх. д.
Починаючи на Північному полюсі та рухаючись до Південного полюса, 25-й меридіан західної довготи проходить через:
| Координати                                                 | Країна, територія або море | Примітки |
| ---------------------------------------------------------- | -------------------------- | --- |
| 90°0′ пн. ш. 25°0′ зх. д. / 90.000° пн. ш. 25.000° зх. д.  | Північний Льодовитий океан | |
| 83°9′ пн. ш. 25°0′ зх. д. / 83.150° пн. ш. 25.000° зх. д.  | Гренландія                 | Проходить через Землю Пірі |
| 82°51′ пн. ш. 25°0′ зх. д. / 82.850° пн. ш. 25.000° зх. д. | Фьорд Гранта Шлі[en]       | |
| 82°30′ пн. ш. 25°0′ зх. д. / 82.500° пн. ш. 25.000° зх. д. | Гренландія                 | Проходить через Землю Пірі |
| 82°10′ пн. ш. 25°0′ зх. д. / 82.167° пн. ш. 25.000° зх. д. | Фьорд Індепенденс          | |
| 82°0′ пн. ш. 25°0′ зх. д. / 82.000° пн. ш. 25.000° зх. д.  | Гренландія                 | |
| 81°43′ пн. ш. 25°0′ зх. д. / 81.717° пн. ш. 25.000° зх. д. | Фьорд Хаген[en]            | |
| 81°35′ пн. ш. 25°0′ зх. д. / 81.583° пн. ш. 25.000° зх. д. | Гренландія                 | Проходить через острови Гренландія, Імір та Елла[en]                                                                                                 |
| 71°17′ пн. ш. 25°0′ зх. д. / 71.283° пн. ш. 25.000° зх. д. | Затока Скорсбісунн         | |
| 70°21′ пн. ш. 25°0′ зх. д. / 70.350° пн. ш. 25.000° зх. д. | Гренландія                 | |
| 69°9′ пн. ш. 25°0′ зх. д. / 69.150° пн. ш. 25.000° зх. д.  | Атлантичний океан          | Проходить східніше острова Сан-Мігел, Португалія Проходить західніше острова Формігаш, Португалія Проходить східніше острова Санта-Марія, Португалія |
| 17°7′ пн. ш. 25°0′ зх. д. / 17.117° пн. ш. 25.000° зх. д.  | Кабо-Верде                 | Проходить через острови Санту-Антан і Сан-Вісенте |
| 16°46′ пн. ш. 25°0′ зх. д. / 16.767° пн. ш. 25.000° зх. д. | Атлантичний океан          | |
| 60°0′ пд. ш. 25°0′ зх. д. / 60.000° пд. ш. 25.000° зх. д.  | Південний океан            | |
| 75°17′ пд. ш. 25°0′ зх. д. / 75.283° пд. ш. 25.000° зх. д. | Антарктида                 | Становить східну межу Аргентинської Антарктиди (претендує Аргентина) Проходить через Британську Антарктичну Територію (претендує Велика Британія)    |